# Sphecodes lasimensis
Sphecodes lasimensis là một loài Hymenoptera trong họ Halictidae. Loài này được Blüthgen mô tả khoa học năm 1927.